# Robert Phillipson
Robert Henry Lawrence Phillipson (Gourock, Escócia, 18 de março de 1942) é professor emérito do Departamento de Administração, Sociedade e Comunicação da Copenhagen Business School, na Dinamarca. Ele é mais conhecido por seu trabalho seminal sobre imperialismo linguístico e política linguística na Europa.

## Educação e carreira
Phillipson nasceu na Escócia em 1942. Ele recebeu seu BA em 1964 e seu MA em 1967, ambos em Línguas Modernas (Francês e Alemão) e Direito, pela Universidade de Cambridge. Ele obteve seu segundo MA em Linguística e Ensino de Língua Inglesa pela Universidade de Leeds em 1969. Ele obteve seu Ph.D., com distinção, em Educação pela Universidade de Amsterdã em 1990. Ele trabalhou para o British Council de 1964 a 1973. Ele foi professor associado no Departamento de Línguas e Cultura da Universidade de Roskilde na Dinamarca de 1973 a 2000. Ele está no corpo docente da Copenhagen Business School desde 2000. Ele também lecionou na Universidade de Copenhague (1973-1984). Foi Pesquisador Visitante no Instituto de Educação da Universidade de Londres (1983), na Universidade de Melbourne na Austrália (1994), no Instituto Central de Línguas Indianas em Mysore (1995), na Universidade de Pécs na Hungria (1996) e no Centro de Investigação em Artes, Ciências Sociais e Humanas da Universidade de Cambridge (2005). Ele viveu com sua falecida esposa, Tove Skutnabb-Kangas, na Suécia.
Ele é pai do ator dinamarquês Caspar Phillipson.

## Reconhecimento
Em 21 de fevereiro de 2010, Phillipson recebeu o Prêmio Linguapax junto com Miquel Siguan i Soler. O Instituto Linguapax os descreve como "renomados defensores da educação multilíngue como fator de paz e dos direitos linguísticos contra os processos de homogeneização cultural e linguística".

## Imperialismo linguístico
Em seu livro de 1992, Phillipson fez a primeira tentativa séria e sistemática de teorizar o imperialismo linguístico em relação ao ensino da língua inglesa. Ele ofereceu a seguinte definição de trabalho do imperialismo linguístico inglês: “[O] domínio do inglês é afirmado e mantido pelo estabelecimento e reconstituição contínua de desigualdades estruturais e culturais entre o inglês e outras línguas”. Em seu artigo de 1997, Phillipson definiu o imperialismo linguístico como "uma construção teórica, concebida para explicar a hierarquização linguística, para abordar questões de por que algumas línguas passam a ser mais usadas e outras menos, quais estruturas e ideologias facilitam tais processos e o papel dos profissionais da língua". Ele listou recentemente sete traços constitutivos do imperialismo linguístico: (1) interligado, (2) explorador, (3) estrutural, (4) ideológico, (5) hegemônico, (6) subtrativo e (7) desigual.
O imperialismo linguístico se interliga com uma estrutura de imperialismo na cultura, educação, mídia, comunicação, economia, política e atividades militares. Em essência, trata-se de exploração, injustiça, desigualdade e hierarquia que privilegia aqueles capazes de usar a língua dominante. É estrutural: mais recursos materiais e infraestrutura são concedidos à língua dominante do que a outras. É ideológico: crenças, atitudes e imagens glorificam a língua dominante, estigmatizam os outros e racionalizam a hierarquia linguística. O domínio é hegemônico: é internalizado e naturalizado como sendo “normal”. A proficiência na língua imperial e em aprendê-la na educação envolve sua consolidação às custas de outras línguas: o uso da língua serve, portanto, a propósitos subtrativos. Isso implica direitos desiguais para falantes de línguas diferentes.
Da perspectiva teórica do imperialismo linguístico, Phillipson problematizou cinco falácias do ensino da língua inglesa: (1) a falácia monolíngue; (2) a falácia do falante nativo; (3) a falácia do início precoce; (4) a falácia da exposição máxima; e (5) a falácia subtrativa. Nas últimas três décadas, ele continuou a fazer pesquisas sobre o imperialismo linguístico. Na coleção de 2009 de seus ensaios publicados anteriormente, ele explicou o escopo e a importância de tais pesquisas:
O estudo do imperialismo linguístico se concentra em como e por que certas línguas dominam internacionalmente, e em tentativas de explicar tal domínio de forma explícita e teoricamente fundamentada. A língua é um dos legados mais duráveis da expansão colonial e imperial europeia. Inglês, espanhol e português são as línguas dominantes das Américas. Na África, as línguas de algumas das potências colonizadoras, Inglaterra, França e Portugal, estão mais firmemente entrincheiradas do que nunca, assim como o inglês está em vários países asiáticos. O estudo do imperialismo linguístico pode ajudar a esclarecer se a conquista da independência política levou a uma libertação linguística dos países do Terceiro Mundo e, se não, por que não.

## Livros
- Phillipson, R. (1992). Linguistic imperialism. Oxford University Press.
- Phillipson, R. (Ed.). (2000). Rights to language: Equity, power and education. Lawrence Erlbaum Associates.
- Phillipson, R. (Ed.). (2003). English-only Europe? Challenging language policy. Routledge.
- Phillipson, R. (2009). Linguistic imperialism continued. Orient Blackswan.
- Skutnabb-Kangas, T., & Phillipson, R. (Eds.). (1994). Linguistic human rights: Overcoming linguistic discrimination. Mouton de Gruyter.
- Skutnabb-Kangas, T., & Phillipson, R. (Eds.). (2017). Language rights. Routledge.
- Skutnabb-Kangas, T., & Phillipson, R. (Eds.). (2023). The handbook of linguistic human rights. John Wiley & Sons.

## Artigos
- Phillipson, R. (1997). Realities and myths of linguistic imperialism. Journal of Multilingual and Multicultural Development, 18(3), 238–248.
- Phillipson, R. (1998). Globalizing English: Are linguistic human rights an alternative to linguistic imperialism? Language Sciences, 20(1), 101–112.
- Phillipson, R. (2001). English for globalization or for the world's people? International Review of Education, 47(3), 185–200.
- Phillipson, R. (2002). Global English and local language policies. In A. Kirkpatrick (Ed.), Englishes in Asia: Communication, identity, power and education (pp. 7–28). Melbourne, Australia: Language Australia.
- Phillipson, R. (2008). The linguistic imperialism of neoliberal empire. Critical Inquiry in Language Studies, 5(1), 1–43.
- Phillipson, R. (2017). Myths and realities of "global" English. Language Policy, 16(3), 313–331.
- Phillipson, R. (2022). A personal narrative of multilingual evolution. In R. Sachdeva & R. K. Agnihotri (Eds.), Being and becoming multilingual: Some narratives (pp. 63–83). Orient Blackswan.
- Phillipson, R., & Skutnabb-Kangas, T. (1996). English only worldwide or language ecology? TESOL Quarterly, 30(3), 429–452.
- Phillipson, R., & Skutnabb-Kangas, T. (2017). Linguistic imperialism and the consequences for language ecology. In A. F. Fill & H. Penz (Eds.), The Routledge handbook of ecolinguistics (pp. 121–134). Routledge.
- Phillipson, R., & Skutnabb-Kangas, T. (2022). Communicating in "global" English: Promoting linguistic human rights or complicit with linguicism and linguistic imperialism. In Y. Miike & J. Yin (Eds.), The handbook of global interventions in communication theory (pp. 425–439). Routledge.